# 阿塔杜·萨科
阿塔杜·萨科（法語：Hatadou Sako，1995年10月21日—），生于布里地区图尔南，塞内加尔、法国女子手球运动员，2023年世界女子手球锦标赛金牌得主、2024年夏季奥林匹克运动会女子银牌得主。